# 陳諤
陳 諤（ちん がく、1377年 - 1444年）は、明代の官僚。字は克忠、もとの字は一諤。本貫は広州番禺県。

## 生涯
1377年（洪武10年）11月10日、陳以恵と杜氏のあいだの次男として生まれた。1408年（永楽6年）、郷挙により太学に入った。1410年（永楽8年）、刑科給事中に任じられた。永楽帝に直諫してその逆鱗に触れ、奉天門外に穴埋めにされたが、7日しても死なず、釈放された。吏科都給事中に進んだ。まもなくまた永楽帝の意に逆らって、罰として象房の修築にあたった。1411年（永楽9年）、永楽帝の命を受けて雲南への使節をつとめた。南京に帰還すると、通政司の事務を代行した。1413年（永楽11年）、応天府の事務を代行した。1416年（永楽14年）、鴻臚寺の事務を代行した。1417年（永楽15年）冬、工部の事務を代行した。
1418年（永楽16年）4月、陳諤は順天府尹に任じられた。その統治は厳しく荒々しかった。1419年（永楽17年）10月、湖広按察使として出向した。3年で刑政が粛正された。1423年（永楽21年）6月、山西按察使に転じた。ほどなく事件に連座して官を剥奪された。1424年（永楽22年）、洪熙帝が即位すると、大赦により按察使の官にもどされた。1425年（洪熙元年）、陳諤が湖広按察使をつとめていたときに楚王朱楨の妨害をしたと咎められて、海塩知県に左遷された。荊王長史に転じた。母が死去したため、陳諤は辞職して喪に服した。1428年（宣徳3年）、喪が明けて陳諤は復職することになったが、荊王朱瞻堈に嫌われて、鎮江府同知に転じた。周忱が淮河の水運を監督すると、陳諤は堤防の修築にあたった。致仕して帰郷した。1444年（正統9年）3月23日、死去した。享年は68。